# Mauricio Israel
Mauricio Israel Avram (Santiago, 8 de septiembre de 1961) es un presentador y comentarista deportivo de radio y televisión chileno-israelí.

## Infancia y juventud
Es el mayor de tres hermanos. Su padre Alberto Israel, de origen judío, es un destacado publicista y su madre, Denisse Avram, quien sobrevivió a un campo de concentración, es rumana. Sus estudios los realizó en el Instituto Hebreo en Santiago de Chile. En su juventud, estudió Ingeniería Comercial y Publicidad en la escuela de Mónica Herrera, además de iniciar la carrera de Periodismo, pero se dedicó a trabajar como especialista de Marketing en la empresa de su padre.
Mauricio Israel desde niño trató de ser jugador de fútbol, y asistió al Estadio Israelita en Santiago para jugar, incluso probó suerte a los 12 años en el club Unión Española (donde es hincha). Llegó al Estadio Santa Laura con una carta de recomendación de los técnicos Armando Tobar y Juan Olivares, pero todo el apoyo no fue suficiente y fue rechazado.

## Trayectoria profesional
Enamorado de la radio, Juan Facuse le abrió la puerta de Radio Chilena con un programa que partió en febrero de 1979: La Chispa del Deporte. Aprovechando esta oportunidad, Israel comenzó a hacer el resumen de la fecha deportiva de cada fin de semana. 
Los gerentes de un naciente canal de televisión, La Red, invitaron a Israel -en su calidad de publicista- a un almuerzo donde le preguntaron su opinión sobre lo que la estación televisiva pensaban hacer en el área deportiva. De estas conversaciones surgieron los cimientos que harían de Mauricio Israel, una figura televisiva. Conoció en 1999 a la periodista Carolina Brethauer, con quien se casó y posteriormente se divorció en 2003.
Al poco tiempo, Israel presentó un proyecto -los programas Colo Colo Campeón (1991) y Colo Colo en La Red (1991-1993)- en compañía de su amigo, el comentarista deportivo, Max Walter Kautz. De esta manera comenzó la carrera televisiva en programas deportivos. Entre abril de 1996 y diciembre de 2000 fue comentarista deportivo del noticiero Chilevisión noticias de Chilevisión, posteriormente emigró a Megavisión, en enero de 2001 donde fue comentarista deportivo del noticiero Meganoticias, del cual también fue conductor de la edición matinal (junio de 2002-mayo de 2006). En marzo de 2008 decidió volver a Red Televisión para conducir el programa matutino Con el pie derecho, programa que conduce hasta fines del mismo año.

### Problemas financieros, estafas y fuga de Chile
En 2008, Mauricio Israel huyó de Chile a Jerusalén, Israel, por deudas cercanas a los 500 000 USD (270 000 000 pesos chilenos) a bancos, empresas y personas. Se emitió una Orden de Captura Internacional, y se notificó a Interpol. El programa Primer plano confirmó que él se hospedaba en Tel Aviv, Israel (él cuenta con la nacionalidad israelí).
El 1 de diciembre de 2009 El Mercurio da a conocer la noticia de que la justicia chilena intentó extraditar a Israel por el delito de hurto y falsificación de cheques. En mayo de 2010 fue detenido a su regreso a Santiago por los delitos que se le imputaban. Israel es detenido por once horas en Santiago. El juez y la parte querellante aceptan un acuerdo para que Israel devuelva los 14 millones de pesos que se le imputaban como robados. Fue sobreseído de los dos cargos en su contra.
Tras un tiempo en Tel Aviv, Mauricio Israel se trasladó a Miami, donde comenzó a trabajar como corredor de propiedades, con el que fue pagando parte de sus deudas. A través de un portal de citas de internet, conoce a quien se convertiría en su nueva pareja, la colombiana Debbie Valle. Para consolidar su relación con Valle, Israel decide radicarse en Cali, aunque sin dejar de lado su trabajo, por lo cual debe viajar constantemente a Estados Unidos. En una entrevista de 2016, afirmó haber pagado gran parte de sus deudas.
El 19 de agosto de 2018, Israel y Valle contraen matrimonio.
En 2020 señaló estar viviendo en Estados Unidos, dedicado al corretaje de propiedades de alta gama entre ese país y el Oriente Medio. Añadió que no volvería a trabajar en Chile.

### Regreso a Chile
En febrero de 2022, se confirma que Israel volverá a la televisión chilena luego de 14 años, para conducir Círculo central, reedición del programa deportivo esta vez en TV+, junto a Felipe Bianchi y Marco Sotomayor. Ese mismo año año asumió como panelista en el programa de espectáculos del mismo canal, Sígueme y te sigo.
En 2023 reveló en el programa de televisión Sígueme y te sigo que padece de la enfermedad de Crohn, diagnosticada durante su estadía en el Oriente Medio.